# 5352 Фудзіта
5352 Фудзіта (5352 Fujita) — астероїд головного поясу, відкритий 27 грудня 1989 року.
Тіссеранів параметр щодо Юпітера — 3,512.
Названий на честь японського астронома, президента астрономічного товариства Японії (1961-1963), президента Міжнародного астрономічного союзу (1970-1973), професора Токійського університету Йошио Фудзіта.